# Epilaos
Epilaos (starořecky Ἐπίλαος–Epilaos) je v řecké mytologii syn pylského krále Nelea a jeho manželky Chloridy.
Ze vztahu krále Nelea a jeho manželky Chloridy se narodilo třináct dětí, dcera Péro a synové, Epilaos, Tauros, Asterios, Pylaón, Déimachos, Alastor, Eurybios, Frasios, Eurymenes, Euagoras, Periklymenos a Nestor.
Protože Neleus byl spojenec élidskeho krále Augiáše a nechtěl očistit hrdinu Hérakla z vraždy Ífita, Héraklés Pylos napadl a Epilaos, jakož i jeho bratři a otec v boji padli. Jejich rod však nevyhynul, neboť Epiláův nejmladší bratr Nestor se pro své mládí boje nezúčastnil a v Pyle poté převzal královské žezlo. Po letech se Nestor jako nejstarší achájský vůdce proslavil v trojské válce.